# Serge Mimpo
Serge Mimpo, född den 16 februari 1974 i Bangou, Kamerun, är en kamerunsk fotbollsspelare. Vid fotbollsturneringen under OS 2000 i Sydney deltog han i det kamerunska lag som tog guld. 